# BIGBANG MADE World Tour
BIGBANG WORLD TOUR 2015~2016 [MADE]는 빅뱅의 두 번째 월드 투어로 그들의 세 번째 정규 앨범 MADE 발매를 앞두고 기획 되었다. 중국, 일본과 미국을 포함한 최소 15개국을 방문 할 예정이라고 2015년 4월에 발표 되었다. 이 투어의 첫 공연은 이틀간 서울 올림픽 공원 체조경기장에서 2015년 4월 24일과 25일에서 첫 선을 보였다.

## 공연과 기획 단계
2015년 4월 1일, YG 엔터테인먼트는 공식 트위터를 통해 두 번째 월드 투어를 발표하며 네이버와 스폰서 계약을 맺고 서울 올림픽공원 체조경기장에서 4월 25일과 26일 이틀간 컴백 공연을 연다고 발표했다. 4월 27일에는 아시아의 일부 공연인 일본에서의 공연 일정이 추가적으로 발표 되었다. 이 투어는 2016년 초에 막내릴 예정이다.
4월 16일에는 빅뱅의 유튜브 채널에서 이 투어의 트레일러 예고 영상이 첫 공개되었다. 촬영은 로스 앤젤레스에서 4일간 진행되었다. 예고 영상에 등장하는 노래는 지드래곤이 작사하고 지드래곤, KUSH와 서원진이 곡을 썼다.
이 투어의 스탭으로는 리로리 베넷, 에디 버크, 길 스미스 2세와 조나단 리아가 합류했으며, 이들은 이전에 비욘세와 제이지의 투어 공연을 이끌었고 빅뱅과는 지난 Alive Galaxy Tour에 협업했었다.
7월 10일에는 멕시코, 오스트레일리아, 중국과 타이완에서의 공연 일정이 추가 되었다. 이번에 멕시코와 오스트레일리아에서는 첫 공연이다. 7월 10일에는 마카오에서의 공연 일정이 추가 되었으며, 이 곳에서의 공연 역시 처음이다. 8월 11일에는 오스트레일리아의 3회 공연이 추가 발표 되었다. 빅뱅은 2015년 11월 12일 도쿄돔을 시작으로 일본 돔 투어 공연 BIGBANG WORLD TOUR 2015~2016 'MADE' IN JAPAN를 개최했고, 2016년 2월 6일과 7일 후쿠오카 야후 옥션! 돔과 2월 23일 도쿄 돔에서도 공연이 추가 발표 되었다.

## 상업적인 퍼포먼스
서울에서 열린 빅뱅의 월드 투어의 첫 공연의 모든 26,000 티켓은 판매 직후 오픈과 동시에 서버 충돌이 될 정도로 불과 몇분만에 매진이 되었다. 중국 본토에서, 빅뱅은 11개 도시 공연으로 이전의 전례가 없는 180,000명의 팬을 모으며 매진의 기록을 세웠으며, 광저우, 베이징, 상하이, 다렌과 우한에서 공연이 열렸다. 또한 중국에서의 연속 된 매진으로 홍콩과 마카오에서 각각 3일간 공연이 추가 되었다.
싱가포르에서는 초기에 모든 공연의 티켓이 높은 경쟁으로 빠른 매진이 되어, 이후 팬들의 강력한 요구로 인해 주최측에서 여분의 좌석을 추가적으로 판매하였는데, 이 좌석은 무대가 잘 보이지 않은 좌석 위치로 인해 이른 바 "오디오 좌석"이라고 불리기도 했다. 말레이시아에서는 7월 25일에 열리는 공연의 티켓 판매 사전에 수백명의 팬들이 줄을 지어 구입하려는 사태로 인해 결국 오픈 된지 몇시간 만에 매진이 되었다. 이 같은 높은 요구들로 예정에 없던 7월 24일 공연을 추가했다.
캐나다의 토론토의 공연 티켓은 판매 오픈 된지 3시간만에 매진 되었다.

## 기록
이 MADE 투어로, 빅뱅은 많은 기록을 세웠다. 다음은 그 기록들이다.
- 해외 가수로서는 최초로 3년 연속 일본에서 "돔 투어"를 개최하였다.[29][30]
- 중화권 가수가 아닌 유일한 해외 가수로서 중국 메르세데츠 벤츠 아레나에서 3회 연속 콘서트를 개최하였다.[22]
- 한국인으로는 처음으로 2일 연속으로 쿠알라룸푸르에서 콘서트를 개최하였다.[26]
- K-pop 가수로서 미국에서 역사상 최대 규모의 아레나 투어를 개최하였다.[31]
- 홍콩에서 처음으로 2회로 나눠 3회 공연의 콘서트 티켓을 판매한 해외 가수이다.[32]
- 말레이시아 역사상 가장 고액의 콘서트 중 하나이다.[33]
- 중국 청두에서 공연한 K-pop 가수 중에서 가장 높은 참석률을 기록했다.[34]
- 한국 가수중에서 역대 최대 규모의 중국 투어를 개최했다.[35]
- K-pop 가수 중에서 역대 최대 규모의 캐나다 콘서트를 개최했다.[28]
- 미국 로스앤젤레스 스테이플스 센터 공연이 빌보드비즈에서 '그 주(10/6~10/12)의 가장 많은 입장 수입을 올린 공연 톱10'에 선정되었다.[36]

## 라이브 스트리밍
2014년 12월 2일, YG 엔터테인먼트는 홍콩에서 기자 회견을 열어 텐센트의 "QQ 뮤직"과 협력을 발표했다. 텐센트의 QQ 뮤직은 중국에서 가장 튼 온라인 플랫폼 기업이다. 2015년 6월 21일에서 공동 기자 회견에서, YG 엔터테인먼트와 텐센트는 "텐센트 QQ"에서 독점적으로 6월 21일 상하이에서의 빅뱅의 마지막 중국 콘서트를 라이브 스트리밍 할 것이라고 발표했다. 이 라이브 스트리밍은 역대 최대의 총 1억 8,800만 조회수를 기록했다.
10월 25일, 두 번째 라이브 스트림은 그들의 마카오 콘서트에서 개최되었다. 라이브 스트림은 QQ 뮤직을 통해 97만 5,000 이상의 관객을 불러들였다.

## 평가
이 투어는 음악 평론가로부터 널리 호평을 받았다. 《뉴욕 타임즈》는 빅뱅에 대해 “매끄러운 K-Pop 범죄자”라고 언급하며, “극단적이고, 강렬한, 압도적인 한국 음악 축제”라고 설명했다. 《더 가디언》은 뉴왁 콘서트에 별 다섯개 중 네개를 주며, 다섯 멤버 개개인의 재능을 칭찬했다. 《로스 앤젤레스 타임즈》는 빅뱅에 대해 “가장 창의적인 것 중 하나로, 장르의 미학적 행동 선지자”, 그들의 애너하임 콘서트를 “K-Pop에 대한 매우 중요한 순간”이라고 설명하며, 그들의 다양한 노래와 퍼포먼스를 칭찬했다.
《빌보드》는 빅뱅의 북미 콘서트를 5점 만점에 4.5점을 주며, “각각 다섯 명의 멤버들이 개별적으로 개성이 강하지만, 함께 합쳐지게 되면 부정할 수 없는 슈퍼 그룹이다.”라고 언급했다. 《바이브》는 빅뱅에 대해 “"K-Pop의 제왕"인 그들의 솔로 퍼포먼스는 밤에 가장 흥미로운 장면이였다.”라고 칭찬했다. 《미시간 데일리》는 “획기적인 것 뿐만 아니라 장르의 뱡향을 정의했다”라고 빅뱅을 보기드문 그룹이라고 언급하며, 콘서트에 대해 “열광적으로, 육체 이탈의 경험을 느끼게 했다.”라고 설명했다. 《AU 리뷰》는 공연에 대해 “각각의 재능있는 굉장한 그룹에 의한 환상적인 공연이였다.”라고 언급하며, 콘서트의 기획 뿐만 아니라 그룹의 음악적 방향을 찬양했다.

## 투어 일정
| 날짜             | 도시         | 국가           | 장소                           | 관객 수                       |
| 아시아           | 아시아       | 아시아         | 아시아                         | 아시아                        |
| ---------------- | ------------ | -------------- | ------------------------------ | ----------------------------- |
| 2015년 4월 25일  | 서울         | 대한민국       | 올림픽공원 체조경기장          | 통산 26,000명                 |
| 2015년 4월 26일  | 서울         | 대한민국       | 올림픽공원 체조경기장          | 통산 26,000명                 |
| 2015년 5월 30일  | 광주         | 중국           | 광주 인터내셔널 스포츠 아레나  | 통산 24,000명                 |
| 2015년 5월 31일  | 광주         | 중국           | 광주 인터내셔널 스포츠 아레나  | 통산 24,000명                 |
| 2015년 6월 6일   | 북경         | 중국           | 마스터 카드 센터               | 통산 23,000명                 |
| 2015년 6월 7일   | 북경         | 중국           | 마스터 카드 센터               | 통산 23,000명                 |
| 2015년 6월 12일  | 홍콩         | 중국           | 아시아 월드 아레나             | 통산 36,000명                 |
| 2015년 6월 13일  | 홍콩         | 중국           | 아시아 월드 아레나             | 통산 36,000명                 |
| 2015년 6월 14일  | 홍콩         | 중국           | 아시아 월드 아레나             | 통산 36,000명                 |
| 2015년 6월 19일  | 상해         | 중국           | 메르세데츠 벤츠 아레나         | 통산 30,000명                 |
| 2015년 6월 20일  | 상해         | 중국           | 메르세데츠 벤츠 아레나         | 통산 30,000명                 |
| 2015년 6월 21일  | 상해         | 중국           | 메르세데츠 벤츠 아레나         | 통산 30,000명                 |
| 2015년 6월 26일  | 대련         | 중국           | 중승 문화 중심 센터            | 통산 15,000명                 |
| 2015년 6월 28일  | 무한         | 중국           | 우한 체육관                    | 통산 13,000명                 |
| 2015년 7월 11일  | 방콕         | 태국           | 임팩트 아레나 무앙 통 타니     | 통산 20,000명                 |
| 2015년 7월 12일  | 방콕         | 태국           | 임팩트 아레나 무앙 통 타니     | 통산 20,000명                 |
| 2015년 7월 18일  | 싱가포르     | 싱가포르       | 싱가포르 인도어 스타디움       | 통산 20,000명                 |
| 2015년 7월 19일  | 싱가포르     | 싱가포르       | 싱가포르 인도어 스타디움       | 통산 20,000명                 |
| 2015년 7월 24일  | 쿠알라룸푸르 | 말레이시아     | 스타디움 메르데카              | 통산 45,000명                 |
| 2015년 7월 25일  | 쿠알라룸푸르 | 말레이시아     | 스타디움 메르데카              | 통산 45,000명                 |
| 2015년 7월 30일  | 마닐라       | 필리핀         | MOA 아레나                     | 통산 45,000명                 |
| 2015년 8월 1일   | 자카르타     | 인도네시아     | 인도네시아 컨벤션 전시장 5-6홀 | 통산 45,000명                 |
| 2015년 8월 7일   | 심천         | 중국           | 선전 베이 스포츠 센터          | 통산 12,000명                 |
| 2015년 8월 9일   | 남경         | 중국           | 올림픽 중심 체육관             | 통산 10,000명                 |
| 2015년 8월 14일  | 성도         | 중국           | 청두 스포츠 센터               | 통산 30,000명                 |
| 2015년 8월 25일  | 항주         | 중국           | 황룡체육관                     | 통산 21,000명                 |
| 2015년 8월 28일  | 장사         | 중국           | 후난 인터내셔널 컨벤션 센터    | 통산 7,000명                  |
| 2015년 8월 30일  | 중경         | 중국           | 충칭 인터내셔널 엑스포 센터    | 통산 10,000명                 |
| 2015년 9월 24일  | 대북         | 중국           | 타이페이 아레나                | 통산 44,000명                 |
| 2015년 9월 25일  | 대북         | 중국           | 타이페이 아레나                | 통산 44,000명                 |
| 2015년 9월 26일  | 대북         | 중국           | 타이페이 아레나                | 통산 44,000명                 |
| 2015년 9월 27일  | 대북         | 중국           | 타이페이 아레나                | 통산 44,000명                 |
| 북아메리카       |              |                |                                |                               |
| 2015년 10월 2일  | 라스베가스   | 미국           | 만달레이 베이 이벤트 센터      | 통산 9,000명                  |
| 2015년 10월 3일  | 로스앤젤레스 | 미국           | 스테이플스 센터                | 통산 14,000명                 |
| 2015년 10월 4일  | 애너하임     | 미국           | 혼다 센터                      | 통산 11,000명                 |
| 2015년 10월 7일  | 멕시코시티   | 멕시코         | 멕시코시티 아레나              | 통산 15,000명                 |
| 2015년 10월 10일 | 뉴왁         | 미국           | 푸르덴셜 센터                  | 통산 24,000명                 |
| 2015년 10월 11일 | 뉴왁         | 미국           | 푸르덴셜 센터                  | 통산 24,000명                 |
| 2015년 10월 13일 | 토론토       | 캐나다         | 에어 캐나다 센터               | 통산 14,000명                 |
| 오세아니아       |              |                |                                |                               |
| 2015년 10월 17일 | 시드니       | 오스트레일리아 | 올폰스 아레나                  | 통산 23,000명                 |
| 2015년 10월 18일 | 시드니       | 오스트레일리아 | 올폰스 아레나                  | 통산 23,000명                 |
| 2015년 10월 21일 | 멜버른       | 오스트레일리아 | 멜버른 호주 오픈 주경기장      | 통산 12,000명                 |
| 아시아           |              |                |                                |                               |
| 2015년 10월 23일 | 마카오       | 중국           | 코타이 아레나                  | 통산 30,000명                 |
| 2015년 10월 24일 | 마카오       | 중국           | 코타이 아레나                  | 통산 30,000명                 |
| 2015년 10월 25일 | 마카오       | 중국           | 코타이 아레나                  | 통산 30,000명                 |
| 2015년 11월 12일 | 동경         | 일본           | 도쿄 돔                        | 통산 911,000명                |
| 2015년 11월 13일 | 동경         | 일본           | 도쿄 돔                        | 통산 911,000명                |
| 2015년 11월 14일 | 동경         | 일본           | 도쿄 돔                        | 통산 911,000명                |
| 2015년 11월 15일 | 동경         | 일본           | 도쿄 돔                        | 통산 911,000명                |
| 2015년 11월 20일 | 대판         | 일본           | 쿄세라 돔 오사카               | 통산 911,000명                |
| 2015년 11월 21일 | 대판         | 일본           | 쿄세라 돔 오사카               | 통산 911,000명                |
| 2015년 11월 22일 | 대판         | 일본           | 쿄세라 돔 오사카               | 통산 911,000명                |
| 2015년 11월 28일 | 복강         | 일본           | 후쿠오카 Pay Pay 돔            | 통산 911,000명                |
| 2015년 11월 29일 | 복강         | 일본           | 후쿠오카 Pay Pay 돔            | 통산 911,000명                |
| 2015년 12월 5일  | 나고야시     | 일본           | 나고야 돔                      | 통산 911,000명                |
| 2015년 12월 6일  | 나고야시     | 일본           | 나고야 돔                      | 통산 911,000명                |
| 2016년 1월 9일   | 대판         | 일본           | 쿄세라 돔 오사카               | 통산 911,000명                |
| 2016년 1월 10일  | 대판         | 일본           | 쿄세라 돔 오사카               | 통산 911,000명                |
| 2016년 1월 11일  | 대판         | 일본           | 쿄세라 돔 오사카               | 통산 911,000명                |
| 2016년 2월 6일   | 복강         | 일본           | 후쿠오카 Pay Pay 돔            | 통산 911,000명                |
| 2016년 2월 7일   | 복강         | 일본           | 후쿠오카 Pay Pay 돔            | 통산 911,000명                |
| 2016년 2월 23일  | 동경         | 일본           | 도쿄 돔                        | 통산 911,000명                |
| 2016년 2월 24일  | 동경         | 일본           | 도쿄 돔                        | 통산 911,000명                |
| 2016년 3월 4일   | 서울         | 대한민국       | 올림픽공원 체조경기장          | 통산 39,000명                 |
| 2016년 3월 5일   | 서울         | 대한민국       | 올림픽공원 체조경기장          | 통산 39,000명                 |
| 2016년 3월 6일   | 서울         | 대한민국       | 올림픽공원 체조경기장          | 통산 39,000명                 |
| 합계             | 합계         | 합계           | 합계                           | 1,500,000명 (2016년 3월 기준) |

## 취소 된 공연
| 날짜            | 도시 | 국가 | 장소             | 사유             |
| --------------- | ---- | ---- | ---------------- | ---------------- |
| 2015년 8월 16일 | 연길 | 중국 | 연길 인민 체육장 | 예상치 못한 상황 |

## 박스 오피스 스코어 기록
| 장소            | 도시                        | 국가 | 티켓 판매량 / 총 티켓 수 | 입장 수입                              |
| --------------- | --------------------------- | ---- | ------------------------ | -------------------------------------- |
| 스테이플스 센터 | 캘리포니아주, 로스 앤젤레스 | 미국 | 13,361 / 13,535 (99%)    | 171만 5587 달러(한화 약 19억 4000만원) |

## 세트 리스트
- Opening VCR -
- FANTASTIC BABY
- TONIGHT
- STUPID LIAR

- Ment - 
- 하루하루
- How Gee
- DJing Performance (승리 Solo)
- FEELING

- VCR #2 -

- VCR #3 -
- LOSER
- BLUE

- Ment -
- BAD BOY

- VCR #4 -
- CAFE
- 거짓말

- VCR #5 -
- Strong Baby + LET'S TALK ABOUT LOVE (승리 Solo)

- VCR #6 -
- 날개 (대성 Solo)
- DOOM DADA (T.O.P Solo)

- VCR #7 -
- 눈, 코, 입 (태양 Solo)
- GOOD BOY (GD X TAEYANG)
- 삐딱하게 (Crooked) (지드래곤 Solo)

- VCR #8 -
- BAE BAE

- Ment -
- 마지막 인사

- Encore VCR - 
- HANDS UP
- 천국

- 대성 27th Birthday Celebration -

- Double Encore -
- FANTASTIC BABY
- BAE BAE
- LOSER

- Opening VCR -
- 뱅뱅뱅 (BANG BANG BANG)
- TONIGHT
- STUPID LIAR

- Ment - 
- 하루하루
- How Gee
- FEELING

- VCR #2 -
- LOSER
- BLUE

- Ment -
- BAD BOY

- VCR #3 -
- CAFE
- 거짓말

- VCR #4 -
- Strong Baby + LET'S TALK ABOUT LOVE (승리 Solo)

- VCR #5 -
- 날개 (대성 Solo)
- DOOM DADA (T.O.P Solo)

- VCR #6 -
- 눈, 코, 입 (태양 Solo)
- GOOD BOY (GD X TAEYANG)
- 삐딱하게 (Crooked) (지드래곤 Solo)

- VCR #7 -
- BAE BAE

- Ment -
- FANTASTIC BABY

- Encore VCR -
- WE LIKE 2 PARTY
- HANDS UP

- Double Encore -
- FANTASTIC BABY

- Opening VCR -
- 뱅뱅뱅 (BANG BANG BANG)
- TONIGHT
- STUPID LIAR

- Ment - 
- 하루하루
- How Gee
- FEELING

- VCR #2 -
- LOSER
- BLUE

- Ment -
- BAD BOY

- VCR #3 -
- IF YOU
- 거짓말

- VCR #4 -
- Strong Baby + LET'S TALK ABOUT LOVE (승리 Solo)

- VCR #5 -
- 날개 (대성 Solo)
- DOOM DADA (T.O.P Solo)

- VCR #6 -
- 눈, 코, 입 (태양 Solo)
- GOOD BOY (GD X TAEYANG)
- 삐딱하게 (Crooked) (지드래곤 Solo)
- 맨정신
- BAE BAE

- Ment -
- FANTASTIC BABY

- Encore VCR -
- WE LIKE 2 PARTY
- HANDS UP

- Double Encore -
- 뱅뱅뱅 (BANG BANG BANG)
- BAE BAE

- Opening VCR -
- 뱅뱅뱅 (BANG BANG BANG)
- TONIGHT
- STUPID LIAR

- Ment - 
- 하루하루
- How Gee
- FEELING

- VCR #2 -
- LOSER
- BLUE

- Ment -
- BAD BOY

- VCR #3 -
- IF YOU
- 거짓말

- VCR #4 -
- Strong Baby + LET'S TALK ABOUT LOVE (승리 Solo)

- VCR #5 -
- 우리 사랑하지 말아요
- 날개 (대성 Solo)
- DOOM DADA (T.O.P Solo)

- VCR #6 -
- 눈, 코, 입 (태양 Solo)
- 쩔어 (ZUTTER) (GD&TOP)
- GOOD BOY (GD X TAEYANG)
- 삐딱하게 (Crooked) (지드래곤 Solo)
- 맨정신
- BAE BAE

- Ment -
- FANTASTIC BABY

- Encore VCR -
- WE LIKE 2 PARTY
- HANDS UP

- Double Encore -
- 뱅뱅뱅 (BANG BANG BANG)
- BAE BAE

## 갤러리

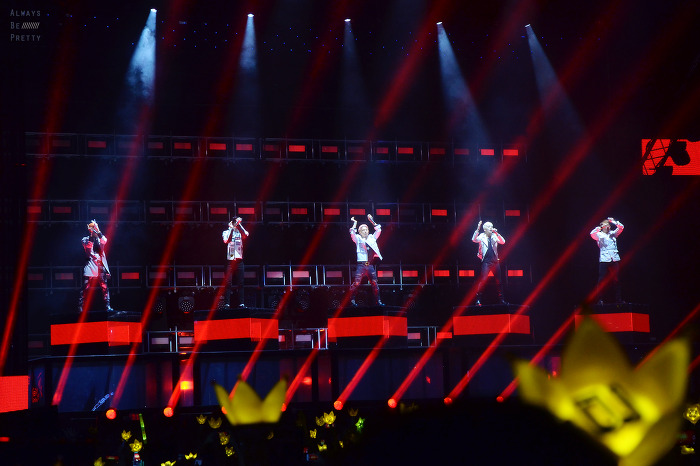
2015년 6월 27일 중국 다렌에서 BIGBANG Made Tour.
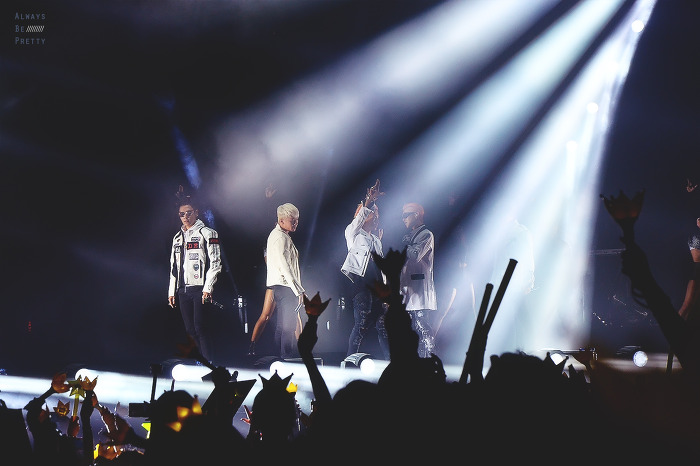
2015년 6월 27일 중국 다렌에서 BIGBANG Made Tour.